# HD193772
HD193772 — хімічно пекулярна зоря спектрального класу A0, що має видиму зоряну величину в смузі V приблизно  8,6.
Вона  розташована на відстані близько 1090,8 світлових років від Сонця.

## Пекулярний хімічний склад
HD193772 належить до ртутно-манганових зір й її зоряна атмосфера має підвищений вміст Hg та Mn.